# Menterwolde
Menterwolde (phát âmⓘ) là một đô thị ở đông bắc Hà Lan.

## Các trung tâm dân cư
- Borgercompagnie
- Meeden
- Muntendam
- Noordbroek
- Tripscompagnie
- Zuidbroek